# Paraspastis
Paraspastis é um gênero de traça pertencente à família Agonoxenidae.